# Anne Ramsay
Anne Elizabeth Ramsay (Condado de Los Ángeles, 11 de septiembre de 1960) es una actriz estadounidense, reconocida principalmente por interpretar el papel de Lisa Stemple en la popular serie de televisión Mad About You, por la que recibió una nominación a los Premios del Sindicato de Actores. Ha participado también en producciones cinematográficas como El planeta de los simios (2001), Emanuel and the Truth About Fishes (2013), The Taking of Deborah Logan (2014) y Bombshell (2019).

## Filmografía

### Cine
| Año  | Título                             | Papel              | Notas         |
| ---- | ---------------------------------- | ------------------ | ------------- |
| 1989 | A Taste of Hemlock                 | Barbara            |               |
| 1991 | Class Action                       | Deborah            |               |
| 1992 | A League of Their Own              | Helen Haley        |               |
| 1992 | Critters 4                         | Dra. McCormick     |               |
| 1995 | Perfect Alibi                      | Paula Simpson      |               |
| 1996 | The Final Cut                      | Kathleen Hardy     |               |
| 2000 | Woman on Top                       | Directora          |               |
| 2001 | Planet of the Apes                 | Grace Alexander    |               |
| 2003 | Underground                        | Jo                 | Cortometraje  |
| 2004 | The Monster and the Peanut         | Laurie Hunzinger   | Cortometraje  |
| 2004 | A One Time Thing                   | Sandi              |               |
| 2005 | Heart of the Beholder              | Reeba Hollings     |               |
| 2005 | Getting to Know You                | Sara               | Cortometraje  |
| 2006 | The Cassidy Kids                   | Rebecca Vanderpool |               |
| 2006 | A Merry Little Christmas           | Claudia Walden     |               |
| 2007 | Crossing the Line                  | Angela             | Cortometraje  |
| 2007 | The Death Strip                    | Dra. Nina Kohler   | Cortometraje  |
| 2008 | The Human Contract                 | Cheryl             |               |
| 2009 | Wild About Harry                   | Sra. Brown         |               |
| 2009 | Tanner Hall                        | Coffin Vendor      |               |
| 2009 | Off the Ledge                      | Bonnie             |               |
| 2010 | The Last Rites of Samson Pride     | Cantante           |               |
| 2010 | Snapshot                           | Diane              | Cortometraje  |
| 2012 | Past Due                           | Linda              | Cortometraje  |
| 2013 | Emanuel and the Truth About Fishes | Vendedora          |               |
| 2014 | The Taking of Deborah Logan        | Sarah Logan        |               |
| 2019 | Bombshell                          | Greta Van Susteren |               |
| TBA  | Violet                             | Vanessa            | Posproducción |

### Televisión
| Año            | Título                                   | Papel                | Notas        |
| -------------- | ---------------------------------------- | -------------------- | ------------ |
| 1987           | A Year in the Life                       | Cindy                | 1 episodio   |
| 1988           | Mr. Belvedere                            | Tanya                | 1 episodio   |
| 1988           | Something Is Out There                   | Limo Driver          | Miniserie    |
| 1988           | Star Trek: The Next Generation           | Ensign Clancy        | 1 episodio   |
| 1989           | Star Trek: The Next Generation           | Ensign Clancy        | 1 episodio   |
| 1989           | Hunter                                   | Kelly                | 1 episodio   |
| 1990           | Booker                                   | Lindsey Simmons      | 1 episodio   |
| 1990           | Doctor Doctor                            | Dra. Leona Linowitz  | 4 episodios  |
| 1991           | The Man in the Family                    | Lori                 | 1 episodio   |
| 1992–1999 2019 | Mad About You                            | Lisa Stemple         | 93 episodios |
| 1993           | Murder of Innocence                      | Linda Keaton         | Telefilme    |
| 1996           | Chicago Hope                             | Betsey Hockaday      | 1 episodio   |
| 1996           | Everything to Gain                       | Sarah Kempner        | Telefilme    |
| 1997–1998      | Dellaventura                             | Geri Zarias          | 14 episodios |
| 2000           | Mysterious Ways                          | Martha Corday        | 1 episodio   |
| 2001           | Bad Haircut                              | Madre                | Telefilme    |
| 2001           | Dharma & Greg                            | Nancy                | 4 episodios  |
| 2001           | CSI: Crime Scene Investigation           | Claudia Gideon       | 1 episodio   |
| 2004           | The Hollywood Mom's Mystery              | Valerie Jane Ramirez | Telefilme    |
| 2004–2005      | The L Word                               | Robin                | 4 episodios  |
| 2005           | Without a Trace                          | Laura MacAvoy        | 1 episodio   |
| 2005           | Six Feet Under                           | Jackie Feldman       | 6 episodios  |
| 2005–2006      | Related                                  | Trish Houghton       | 10 episodios |
| 2006           | Close to Home                            | Roberta Richter      | 3 episodios  |
| 2007           | House                                    | Emma Sloan           | 1 episodio   |
| 2007           | Tell Me You Love Me                      | Sally                | 2 episodios  |
| 2007           | Ghost Whisperer                          | Audrey Asher         | 1 episodio   |
| 2008           | The Cleaner                              | Stephanie Bill       | 1 episodio   |
| 2008           | Dexter                                   | Ellen Wolf           | 6 episodios  |
| 2009           | Wizards of Waverly Place                 | Cindy Van Heusen     | 2 episodios  |
| 2009           | Castle                                   | Bree Busch           | 1 episodio   |
| 2009–2011      | Hawthorne                                | Dra. Brenda Marshall | 19 episodios |
| 2010–2013      | The Secret Life of the American Teenager | Nora Underwood       | 43 episodios |
| 2012           | The Finder                               | Catherine Gibson     | 1 episodio   |
| 2012           | Drop Dead Diva                           | Sra. Yeardley        | 1 episodio   |
| 2012           | Franklin & Bash                          | Martha Strauss       | 1 episodio   |
| 2013           | Hunt for the Labyrinth Killer            | Lisa Couphon         | Telefilme    |
| 2014–2015      | Hart of Dixie                            | Winifred Wilkes      | 5 episodios  |
| 2021- present) | Ordinary Joe                             | Por anunciar         | 6 episodios  |